# Poa superata
Poa superata är en gräsart som beskrevs av Eduard Hackel. Poa superata ingår i släktet gröen, och familjen gräs. Inga underarter finns listade i Catalogue of Life.